# Sergej Mitrochin
Sergej Sergejevič Mitrochin (rusky Сергей Сергеевич Митрохин, * 20. května 1963 Moskva) je ruský politik, člen opoziční strany Jabloko. V letech 2008 až 2015 byl jejím předsedou.
V letech 1993 až 2003 byl poslancem Státní dumy. V letech 2005 až 2009 a od roku 2019 byl členem Moskevské městské dumy.

## Život
Narodil se v Moskvě v rodině inženýrů, jeho otec pracoval v RKK Energija. Mitrochin vystudoval filologii na Moskevské pedagogické univerzitě, svá studia zakončil v roce 1985.  

#### Politika
Do aktivní politiky vstoupil v roce 1987, následujícího roku spoluzaložil samizdatové noviny Chronograf.
V roce 1993 se podílel na založení volebního bloku Jabloko. Téhož roku se stal poslancem Státní dumy (do roku 2003). V letech 2005–2009 zasedal v Moskevské městské dumě. V letech 2001 až 2008 byl místopředsedou strany Jabloko, poté byl zvolen jejím předsedou, kterým byl až do roku 2015.
Jeho účast na veřejných shromážděních opakovaně skončila zatčením.
V roce 2019 se za Jabloko zaregistroval do voleb do Moskevské městské dumy, úřady však tuto registraci odmítly z důvodů nesrovnalostí v počtu podpisů. Mitrochin postup úřadů napadl u soudu, který vyhrál a byl tak zaregistrován. Ve volbách v okrsku 44 získal mandát, když pro něj hlasovalo 46,28 % voličů a podpořil ho také Alexej Navalnyj.

### Rodina
Mitrochin je podruhé ženatý a má jednu dceru.